# Barton St David
Barton St David – wieś w Anglii, w hrabstwie Somerset, w dystrykcie (unitary authority) Somerset. Leży 41 km na południe od miasta Bristol i 183 km na zachód od Londynu. W 2002 miejscowość liczyła 538 mieszkańców.